# Отаман Матяш (дума)
«Отаман Матяш» — дума про досвідченого воїна та молодих козаків.

## Сюжет
Образ отамана Матяша — збірний, епічний. Його як досвідченого старого воїна дума протиставляє легковажній молоді — бравославцям-небувальцям. Словом «бравославці» тут означено молодих козаків, що хизувалися своїм становищем, красувалися (бравий — гарний, красивий) козацькою славою, хоч ще й не мали для цього достатніх підстав.

## Історія записів
Відомий єдиний запис думи, опублікований Павлом Житецьким за рукописом «Повести малороссийские числом 16. Списаны из уст слепца Ивана, лучшего рапсодия, которого застал я в Малороссии в начале XIX в.» в кн.: Мысли о народных малорусских думах. К., 1893, с. 238—240.
Одна з копій «Повестей» позначена 1805 p. Записувач дум надав ряду слів російських форм, проте лексика зберігається повністю. У третьому від кінця рядку в дужках подано нерозбірливо написане слово, яке П. Житецький прочитав як «лицаря да».
Рукопис, що містив ряд цінних текстів був опублікований Житецьким в журналі «Киевская старина» у 1893 році. Прізвища записувача і досі не вдалося встановити, а рапсодієм Іваном був, очевидно, відомий кобзар Іван Стрічка. Деякі мотиви цього твору перегукуються з думою про Івася Коновченка.